# Melotte 20
Melotte 20 oziroma Collinder 39 je razsuta zvezdna kopica v ozvezdju Perzej. S prostim očesom so vidne številne modre zvezde spektralnega tipa B. Najsvetlejša zvezda v njej je Mirfak, rumeno-bela orjakinja 2. magnitude, znana tudi kot Alfa Perzeja. Svetle članice so tudi Delta, Epsilon, Psi Perzeja, 29, 30, 34 in 48 Perzeja. Satelit Hipparcos je njeno oddaljenost določil na 172 pc. Kopica je stara 50-70 milijonov let.